# Puchar Świata w Rugby 7 (2001)
Puchar Świata w Rugby 7 (2001) – trzeci Puchar Świata, organizowane przez IRB zawody o randze mistrzostw świata w rugby 7 rozgrywane co cztery lata. Turniej odbył się na Estadio José María Minella w argentyńskim mieście Mar del Plata w dniach od 26 do 28 stycznia 2001 roku i rywalizowały w nim dwadzieścia cztery męskie zespoły. Tytułu zdobytego cztery lata wcześniej bronili reprezentanci Fidżi, zwyciężyli zaś Nowozelandczycy.

## Tło zawodów
Spośród jedenastu kandydatur do ostatniego etapu przeszły dwie – hiszpańska i argentyńska, a na początku listopada 1998 roku Międzynarodowa Rada Rugby przyznała prawa do organizacji turnieju Unión Argentina de Rugby. Wszelkie koszty związane z organizacją zawodów ponieść miała strona argentyńska, otrzymując przychody ze sprzedaży praw telewizyjnych w kraju, wsparcia udzieliło także ministerstwo turystyki. Pozostałe przychody przypadły IRB, podziałowi natomiast podlegała nadwyżka z tytułu zysków ze sprzedaży biletów powyżej 500 tysięcy USD. Ceny biletów kształtowały się na poziomie od 15 do 120 USD.
W styczniu 2000 roku ogłoszono, że zawody odbędą się w Mar del Plata, goszczącym turniej rugby 7 wchodzący w skład IRB Sevens World Series, zaś areną zawodów został mieszczący trzydzieści pięć tysięcy widzów Estadio José María Minella. Losowanie grup odbyło się 6 października 2000 roku, w tym samym miesiącu wyznaczono też arbitrów zawodów (Pablo Deluca, Ian Hyde-Lay, Steve Lander, Andy Turner, Gary Wise, Scott Young). Harmonogram spotkań opublikowano na początku stycznia 2001 roku. Zespoły składały się z dziesięciu zawodników, przygotowana została również grupa ogólnodostępnych graczy rezerwowych, z których można było korzystać w razie eliminującej z turnieju kontuzji.
Turniej rozpoczął się zremisowanym, pomimo dwóch przyłożeń Shane’a Williamsa, meczem Walii z Portugalią, Anglicy odnieśli zaś dwa nieprzekonujące zwycięstwa z Chile i Zimbabwe. Irlandczycy wysoko przegrali z Fidżyjczykami, choć udało im się zdobyć przyłożenie, w kolejnym spotkaniu pokonali zaś Kenię utrzymując szansę na awans z grupy. Przegrana Walii z Australią praktycznie eliminowała ich z walki o końcowy triumf. Argentyńczycy wygrali dwa pierwsze mecze – z Rosją i Koreą – a zjawiło się na nich odpowiednio osiem i trzynaście tysięcy widzów, w trzecim zaś ulegli reprezentantom Fidżi. Hiszpanie zgodnie z przewidywaniami ulegli Nowozelandczykom, choć nieoczekiwanie zdobyli pierwsze punkty w meczu, w ostatnim meczu sprawili jednak największą niespodziankę dnia pokonując Anglików. Prócz Australii, Nowej Zelandii, Fidżi, Samoa i RPA niepokonana zakończyła dzień również Gruzja po zwycięstwach nad Francją oraz Chińskim Tajpej – wyjątkowo słabi Francuzi ulegli następnie również reprezentacji Wysp Cooka. Po pierwszym dniu na czele klasyfikacji przyłożeń znajdował się z pięcioma reprezentant gospodarzy, Ignacio Corleto.
Mecze drugiego dnia zostały rozegrane w deszczowej pogodzie. Anglicy, którym groziło wypadnięcie poza czołową ósemkę, pokonali Japończyków, uniknęli jednak kompromitacji, bowiem Daisuke Ohata zdobył przyłożenie dające Japończykom wygraną nad Hiszpanami już po końcowej syrenie – a spośród tych zespołów Anglia miała najlepszy bilans punktowy. Nowozelandczycy łatwo odnosili kolejne zwycięstwa, mimo iż Jonah Lomu nie dołożył żadnego ze 158 punktów w czterech meczach, zaś reprezentanci Walii konsekwentnie dążyli do udziału w walce o Plate. Argentyńczycy zdobyli dziesięć przyłożeń w dwóch meczach bez problemów odporawiając Irlandię i Kenię, formą imponowały też Fidżi, RPA i Australia. Nadzieje Irlandczyków na awans do tego samego etapu zostały jednak zredukowane do zera po przegranej z Rosją. W ostatnim meczu Nowozelandczyków Eric Rush złamał kość piszczelową po kolizji z angielskim graczem, a jego miejsce w zespole zajął Urugwajczyk Benjamin Bono jako jeden z dziewięciu wykorzystanych zawodników z listy rezerwowych. Niepokonane reprezentacje Fidżi, RPA, Nowej Zelandii oraz Australii zwyciężyły zatem w swoich grupach i w ćwierćfinałach dołączyły do nich zespoły z drugich miejsc – Argentyna, Kanada, Anglia oraz Samoa. Rupeni Caucau i Brendan Williams zdobyli po osiem przyłożeń w fazie grupowej, zaś Felipe Contepomi przewodził klasyfikacji najlepiej punktujących.
W ćwierćfinałach zawodnicy z Fidżi pokonali Kanadę, zaś Australijczycy, dzięki czterem przyłożeniom Brendana Williamsa, odnieśli wysokie zwycięstwo nad bezbarwnymi Anglikami. W drugiej części drabinki Nowozelandczycy łatwo odprawili Samoa, zaś Argentyna sprawiła wielką niespodziankę pokonując reprezentantów RPA i po raz pierwszy awansując do czołowej czwórki tych zawodów. Dwa przyłożenia Breytona Paulse w pierwszej połowie uciszyły dwudziestopięciotysięczną widownię, jednak dwa przyłożenia Agustína Pichota podwyższone przez Felipe Contepomiego przechyliły ostatecznie szalę zwycięstwa na korzyść gospodarzy. Argentyńczycy w kolejnym etapie nie sprostali jednak Nowozelandczykom – po początkowym okresie naporu gospodarzy nie zakończonym zdobyciem punktów dwa przyłożenia Brada Fleminga dały zawodnikom z Nowej Zelandii dwunastopunktową przewagę do przerwy, po niej zaś kolejne trzy dołożyli Lomu, Amasio Valence i Randle, na co odpowiedział w końcówce jedynie Diego Albanese. We wcześniejszym półfinale Australia odniosła pierwsze od dwóch lat zwycięstwo nad Fidżi – Fidżyjczycy dwoma podwyższonymi przyłożeniami wyszli na czternastopunktowe prowadzenie, jednak punkty Richarda Grahama i Williamsa sprawiły, że Australijczycy na przerwę schodzili z dwupunktową stratą. Na początku drugiej połowy meczu kontuzji doznał Marika Vunibaka i od tej pory zaczęli dominować Australijczycy, którym zwycięstwo dały przyłożenia Grahama i Roberta McDonalda.
Finałowy pojedynek obserwowało trzydzieści pięć tysięcy zgromadzonych na Estadio José María Minella widzów. Już w pierwszej minucie po siedemdziesięciometrowym biegu przyłożenie zdobył oszczędzany przez Gordona Tietjensa w fazie grupowej Jonah Lomu. Australijczycy wyszli niebawem na prowadzenie, gdy pięć punktów Williamsa na siedem podwyższył Julian Huxley – powtórki telewizyjne pokazały jednak, że Williamsowi piłka wypadła na polu punktowym rywali, czego nie zauważył argentyński arbiter, Pablo Deluca. Kolejne podwyższone przyłożenie zdobył następnie Lomu, pierwsza połowa zakończyła się zatem wynikiem 12–7 dla Nowej Zelandii. Tuż po przerwie Lomu skompletował hat tricka, a rywale nie mieli odpowiedzi na jego siłę i szybkość. Pod nieobecność Rusha taktyką zajmował się Valence, który wykorzystywał obawy przed grającym na skrzydle Lomu przeprowadzając akcje środkiem boiska, zaś Craig Newby i kapitan Karl Te Nana dominowali w obronie. Kolejne dwa przyłożenia Valence'a and Milsa Muliainy rozstrzygnęły losy spotkania, a rezerwowy Tim Donnelly w ostatniej akcji meczu zdobył jeszcze pięć punktów dla Australii. Graczem spotkania został wybrany Jonah Lomu, a Nowozelandczycy świętowali swój pierwszy triumf w Pucharze Świata.
Chile zwyciężyło w turnieju Bowl zajmując siedemnastą lokatę, zaś Rosja zdobyła Plate – a dziewiąta pozycja była najlepszą spośród europejskich zespołów, nie licząc Anglii. Mimo że Walijczycy i Irlandczycy przebrnęli przez spotkania ćwierćfinałowe ostatniego dnia, w następnym meczu ulegali jednak teoretycznie słabszym, lecz zdeterminowanym rywalom. Słaba postawa czołowych europejskich zespołów oraz brak kwalifikacji Szkocji i Włoch skłoniły przewodniczącego IRB, Vernona Pugh, do stwierdzenia, iż muszą one zacząć traktować tę dyscyplinę poważniej.
W klasyfikacji przyłożeń z czternastoma zwyciężył Australijczyk Brendan Williams, który jednocześnie zdobył najwięcej punktów w turnieju – siedemdziesiąt. Cztery przyłożenia w jednym meczu prócz Williamsa zdobyli również Rupeni Caucau i Roger Randle, siedmiu zawodników zaliczyło zaś hat tricki.

## Kwalifikacje
Obok gospodarzy, Argentyńczyków, po raz pierwszy automatyczny awans do turnieju zyskali ćwierćfinaliści poprzedniej edycji – Fidżi, RPA, Samoa, Nowa Zelandia, Anglia, Australia, Francja i Korea Południowa. O pozostałe piętnaście miejsc w ośmiu turniejach kwalifikacyjnych rywalizowała natomiast rekordowa liczba 91 reprezentacji.
Po raz pierwszy do Pucharu Świata awansowały Kenia, Chile, Gruzja i Rosja.
|                           | Afryka              | Ameryka                              | Azja                                   | Europa                                                       | Oceania                                     |
| ------------------------- | ------------------- | ------------------------------------ | -------------------------------------- | ------------------------------------------------------------ | ------------------------------------------- |
| Automatyczna kwalifikacja | - Południowa Afryka | - Argentyna                          | - Korea Południowa                     | - Anglia - Francja                                           | - Australia - Fidżi - Nowa Zelandia - Samoa |
| Regionalne eliminacje     | - Kenia - Zimbabwe  | - Chile - Kanada - Stany Zjednoczone | - Chińskie Tajpej - Hongkong - Japonia | - Gruzja - Hiszpania - Irlandia - Portugalia - Rosja - Walia | - Wyspy Cooka                               |

## System rozgrywek
Piętnastu kwalifikantów oraz dziewięć drużyn, które uzyskały automatyczny awans, zostały podzielone na cztery sześciozespołowe grupy rywalizujące w pierwszych dwóch dniach systemem kołowym. W trzecim dniu zawodów odbyła się natomiast faza pucharowa składająca się z ćwierćfinałów, półfinałów i finałów – reprezentacje, które w swoich grupach zajęły czołowe dwie pozycje, awansowały do turnieju głównego (Cup), zespoły z trzecich i czwartych miejsc walczyły w turnieju Plate, pozostałe zaś o Bowl.

## Faza grupowa

### Grupa A
| 26 stycznia 200116:00 | Argentyna | 49:7 | Rosja | Estadio José María Minella, Mar del Plata |
| 26 stycznia 200116:00 |           | 49:7 |       | Estadio José María Minella, Mar del Plata |

| 26 stycznia 200116:20 | Korea Południowa | 33:17 | Kenia | Estadio José María Minella, Mar del Plata |
| 26 stycznia 200116:20 |                  | 33:17 |       | Estadio José María Minella, Mar del Plata |

| 26 stycznia 200116:40 | Fidżi | 41:5 | Irlandia | Estadio José María Minella, Mar del Plata |
| 26 stycznia 200116:40 |       | 41:5 |          | Estadio José María Minella, Mar del Plata |

| 26 stycznia 200120:00 | Kenia | 10:31 | Irlandia | Estadio José María Minella, Mar del Plata |
| 26 stycznia 200120:00 |       | 10:31 |          | Estadio José María Minella, Mar del Plata |

| 26 stycznia 200120:20 | Korea Południowa | 14:27 | Argentyna | Estadio José María Minella, Mar del Plata |
| 26 stycznia 200120:20 |                  | 14:27 |           | Estadio José María Minella, Mar del Plata |

| 26 stycznia 200120:40 | Fidżi | 14:5 | Rosja | Estadio José María Minella, Mar del Plata |
| 26 stycznia 200120:40 |       | 14:5 |       | Estadio José María Minella, Mar del Plata |

| 26 stycznia 200122:40 | Fidżi | 19:12 | Argentyna | Estadio José María Minella, Mar del Plata |
| 26 stycznia 200122:40 |       | 19:12 |           | Estadio José María Minella, Mar del Plata |

| 27 stycznia 200114:40 | Rosja | 14:7 | Kenia | Estadio José María Minella, Mar del Plata |
| 27 stycznia 200114:40 |       | 14:7 |       | Estadio José María Minella, Mar del Plata |

| 27 stycznia 200115:00 | Korea Południowa | 19:19 | Irlandia | Estadio José María Minella, Mar del Plata |
| 27 stycznia 200115:00 |                  | 19:19 |          | Estadio José María Minella, Mar del Plata |

| 27 stycznia 200117:00 | Argentyna | 33:12 | Irlandia | Estadio José María Minella, Mar del Plata |
| 27 stycznia 200117:00 |           | 33:12 |          | Estadio José María Minella, Mar del Plata |

| 27 stycznia 200117:20 | Korea Południowa | 33:5 | Rosja | Estadio José María Minella, Mar del Plata |
| 27 stycznia 200117:20 |                  | 33:5 |       | Estadio José María Minella, Mar del Plata |

| 27 stycznia 200117:40 | Fidżi | 52:7 | Kenia | Estadio José María Minella, Mar del Plata |
| 27 stycznia 200117:40 |       | 52:7 |       | Estadio José María Minella, Mar del Plata |

| 27 stycznia 200121:20 | Rosja | 28:5 | Irlandia | Estadio José María Minella, Mar del Plata |
| 27 stycznia 200121:20 |       | 28:5 |          | Estadio José María Minella, Mar del Plata |

| 27 stycznia 200121:40 | Argentyna | 36:7 | Kenia | Estadio José María Minella, Mar del Plata |
| 27 stycznia 200121:40 |           | 36:7 |       | Estadio José María Minella, Mar del Plata |

| 27 stycznia 200122:00 | Fidżi | 33:7 | Korea Południowa | Estadio José María Minella, Mar del Plata |
| 27 stycznia 200122:00 |       | 33:7 |                  | Estadio José María Minella, Mar del Plata |

### Grupa B
| 26 stycznia 200117:00 | Wyspy Cooka | 5:24 | Kanada | Estadio José María Minella, Mar del Plata |
| 26 stycznia 200117:00 |             | 5:24 |        | Estadio José María Minella, Mar del Plata |

| 26 stycznia 200117:20 | Francja | 14:19 | Gruzja | Estadio José María Minella, Mar del Plata |
| 26 stycznia 200117:20 |         | 14:19 |        | Estadio José María Minella, Mar del Plata |

| 26 stycznia 200117:40 | Południowa Afryka | 47:7 | Chińskie Tajpej | Estadio José María Minella, Mar del Plata |
| 26 stycznia 200117:40 |                   | 47:7 |                 | Estadio José María Minella, Mar del Plata |

| 26 stycznia 200121:20 | Gruzja | 24:0 | Chińskie Tajpej | Estadio José María Minella, Mar del Plata |
| 26 stycznia 200121:20 |        | 24:0 |                 | Estadio José María Minella, Mar del Plata |

| 26 stycznia 200121:40 | Francja | 7:19 | Wyspy Cooka | Estadio José María Minella, Mar del Plata |
| 26 stycznia 200121:40 |         | 7:19 |             | Estadio José María Minella, Mar del Plata |

| 26 stycznia 200122:00 | Południowa Afryka | 24:0 | Kanada | Estadio José María Minella, Mar del Plata |
| 26 stycznia 200122:00 |                   | 24:0 |        | Estadio José María Minella, Mar del Plata |

| 27 stycznia 200100:00 | Południowa Afryka | 29:0 | Wyspy Cooka | Estadio José María Minella, Mar del Plata |
| 27 stycznia 200100:00 |                   | 29:0 |             | Estadio José María Minella, Mar del Plata |

| 27 stycznia 200114:00 | Kanada | 20:7 | Gruzja | Estadio José María Minella, Mar del Plata |
| 27 stycznia 200114:00 |        | 20:7 |        | Estadio José María Minella, Mar del Plata |

| 27 stycznia 200114:20 | Francja | 35:0 | Chińskie Tajpej | Estadio José María Minella, Mar del Plata |
| 27 stycznia 200114:20 |         | 35:0 |                 | Estadio José María Minella, Mar del Plata |

| 27 stycznia 200116:00 | Wyspy Cooka | 26:7 | Chińskie Tajpej | Estadio José María Minella, Mar del Plata |
| 27 stycznia 200116:00 |             | 26:7 |                 | Estadio José María Minella, Mar del Plata |

| 27 stycznia 200116:20 | Francja | 17:12 | Kanada | Estadio José María Minella, Mar del Plata |
| 27 stycznia 200116:20 |         | 17:12 |        | Estadio José María Minella, Mar del Plata |

| 27 stycznia 200116:40 | Południowa Afryka | 24:12 | Gruzja | Estadio José María Minella, Mar del Plata |
| 27 stycznia 200116:40 |                   | 24:12 |        | Estadio José María Minella, Mar del Plata |

| 27 stycznia 200120:00 | Kanada | 55:7 | Chińskie Tajpej | Estadio José María Minella, Mar del Plata |
| 27 stycznia 200120:00 |        | 55:7 |                 | Estadio José María Minella, Mar del Plata |

| 27 stycznia 200120:20 | Wyspy Cooka | 19:0 | Gruzja | Estadio José María Minella, Mar del Plata |
| 27 stycznia 200120:20 |             | 19:0 |        | Estadio José María Minella, Mar del Plata |

| 27 stycznia 200120:40 | Południowa Afryka | 19:0 | Francja | Estadio José María Minella, Mar del Plata |
| 27 stycznia 200120:40 |                   | 19:0 |         | Estadio José María Minella, Mar del Plata |

### Grupa C
| 26 stycznia 200115:00 | Zimbabwe | 12:17 | Japonia | Estadio José María Minella, Mar del Plata |
| 26 stycznia 200115:00 |          | 12:17 |         | Estadio José María Minella, Mar del Plata |

| 26 stycznia 200115:20 | Anglia | 21:7 | Chile | Estadio José María Minella, Mar del Plata |
| 26 stycznia 200115:20 |        | 21:7 |       | Estadio José María Minella, Mar del Plata |

| 26 stycznia 200115:40 | Nowa Zelandia | 26:7 | Hiszpania | Estadio José María Minella, Mar del Plata |
| 26 stycznia 200115:40 |               | 26:7 |           | Estadio José María Minella, Mar del Plata |

| 26 stycznia 200119:00 | Chile | 5:10 | Hiszpania | Estadio José María Minella, Mar del Plata |
| 26 stycznia 200119:00 |       | 5:10 |           | Estadio José María Minella, Mar del Plata |

| 26 stycznia 200119:20 | Anglia | 28:7 | Zimbabwe | Estadio José María Minella, Mar del Plata |
| 26 stycznia 200119:20 |        | 28:7 |          | Estadio José María Minella, Mar del Plata |

| 26 stycznia 200119:40 | Nowa Zelandia | 52:0 | Japonia | Estadio José María Minella, Mar del Plata |
| 26 stycznia 200119:40 |               | 52:0 |         | Estadio José María Minella, Mar del Plata |

| 26 stycznia 200123:00 | Anglia | 12:14 | Hiszpania | Estadio José María Minella, Mar del Plata |
| 26 stycznia 200123:00 |        | 12:14 |           | Estadio José María Minella, Mar del Plata |

| 26 stycznia 200123:40 | Nowa Zelandia | 47:0 | Zimbabwe | Estadio José María Minella, Mar del Plata |
| 26 stycznia 200123:40 |               | 47:0 |          | Estadio José María Minella, Mar del Plata |

| 27 stycznia 200115:20 | Japonia | 7:5 | Chile | Estadio José María Minella, Mar del Plata |
| 27 stycznia 200115:20 |         | 7:5 |       | Estadio José María Minella, Mar del Plata |

| 27 stycznia 200118:00 | Zimbabwe | 7:28 | Hiszpania | Estadio José María Minella, Mar del Plata |
| 27 stycznia 200118:00 |          | 7:28 |           | Estadio José María Minella, Mar del Plata |

| 27 stycznia 200118:20 | Anglia | 24:7 | Japonia | Estadio José María Minella, Mar del Plata |
| 27 stycznia 200118:20 |        | 24:7 |         | Estadio José María Minella, Mar del Plata |

| 27 stycznia 200118:40 | Nowa Zelandia | 33:0 | Chile | Estadio José María Minella, Mar del Plata |
| 27 stycznia 200118:40 |               | 33:0 |       | Estadio José María Minella, Mar del Plata |

| 27 stycznia 200122:20 | Japonia | 12:7 | Hiszpania | Estadio José María Minella, Mar del Plata |
| 27 stycznia 200122:20 |         | 12:7 |           | Estadio José María Minella, Mar del Plata |

| 27 stycznia 200122:40 | Zimbabwe | 12:19 | Chile | Estadio José María Minella, Mar del Plata |
| 27 stycznia 200122:40 |          | 12:19 |       | Estadio José María Minella, Mar del Plata |

| 27 stycznia 200123:00 | Nowa Zelandia | 17:7 | Anglia | Estadio José María Minella, Mar del Plata |
| 27 stycznia 200123:00 |               | 17:7 |        | Estadio José María Minella, Mar del Plata |

### Grupa D
| 26 stycznia 200114:00 | Walia | 19:19 | Portugalia | Estadio José María Minella, Mar del Plata |
| 26 stycznia 200114:00 |       | 19:19 |            | Estadio José María Minella, Mar del Plata |

| 26 stycznia 200114:20 | Australia | 29:5 | Hongkong | Estadio José María Minella, Mar del Plata |
| 26 stycznia 200114:20 |           | 29:5 |          | Estadio José María Minella, Mar del Plata |

| 26 stycznia 200114:40 | Samoa | 49:19 | Stany Zjednoczone | Estadio José María Minella, Mar del Plata |
| 26 stycznia 200114:40 |       | 49:19 |                   | Estadio José María Minella, Mar del Plata |

| 26 stycznia 200118:00 | Hongkong | 0:19 | Stany Zjednoczone | Estadio José María Minella, Mar del Plata |
| 26 stycznia 200118:00 |          | 0:19 |                   | Estadio José María Minella, Mar del Plata |

| 26 stycznia 200118:20 | Australia | 24:5 | Walia | Estadio José María Minella, Mar del Plata |
| 26 stycznia 200118:20 |           | 24:5 |       | Estadio José María Minella, Mar del Plata |

| 26 stycznia 200118:40 | Samoa | 33:19 | Portugalia | Estadio José María Minella, Mar del Plata |
| 26 stycznia 200118:40 |       | 33:19 |            | Estadio José María Minella, Mar del Plata |

| 26 stycznia 200122:20 | Australia | 47:0 | Stany Zjednoczone | Estadio José María Minella, Mar del Plata |
| 26 stycznia 200122:20 |           | 47:0 |                   | Estadio José María Minella, Mar del Plata |

| 26 stycznia 200123:20 | Samoa | 24:17 | Walia | Estadio José María Minella, Mar del Plata |
| 26 stycznia 200123:20 |       | 24:17 |       | Estadio José María Minella, Mar del Plata |

| 27 stycznia 200115:40 | Portugalia | 26:0 | Hongkong | Estadio José María Minella, Mar del Plata |
| 27 stycznia 200115:40 |            | 26:0 |          | Estadio José María Minella, Mar del Plata |

| 27 stycznia 200119:00 | Walia | 19:10 | Stany Zjednoczone | Estadio José María Minella, Mar del Plata |
| 27 stycznia 200119:00 |       | 19:10 |                   | Estadio José María Minella, Mar del Plata |

| 27 stycznia 200119:20 | Australia | 38:0 | Portugalia | Estadio José María Minella, Mar del Plata |
| 27 stycznia 200119:20 |           | 38:0 |            | Estadio José María Minella, Mar del Plata |

| 27 stycznia 200119:40 | Samoa | 21:12 | Hongkong | Estadio José María Minella, Mar del Plata |
| 27 stycznia 200119:40 |       | 21:12 |          | Estadio José María Minella, Mar del Plata |

| 27 stycznia 200123:20 | Portugalia | 15:20 | Stany Zjednoczone | Estadio José María Minella, Mar del Plata |
| 27 stycznia 200123:20 |            | 15:20 |                   | Estadio José María Minella, Mar del Plata |

| 27 stycznia 200123:40 | Walia | 26:12 | Hongkong | Estadio José María Minella, Mar del Plata |
| 27 stycznia 200123:40 |       | 26:12 |          | Estadio José María Minella, Mar del Plata |

| 28 stycznia 200100:00 | Samoa | 12:34 | Australia | Estadio José María Minella, Mar del Plata |
| 28 stycznia 200100:00 |       | 12:34 |           | Estadio José María Minella, Mar del Plata |

## Faza pucharowa

### Bowl
|  |                  |                 |                  |                  |    |            |                  |          |  |  |       |       |       |
|  | Ćwierćfinał      | Ćwierćfinał     | Ćwierćfinał      |                  |    | Półfinał   | Półfinał         | Półfinał |  |  | Finał | Finał | Finał |
|  | Ćwierćfinał      | Ćwierćfinał     | Ćwierćfinał      |                  |    | Półfinał   | Półfinał         | Półfinał |  |  | Finał | Finał | Finał |
|  | 28 stycznia 2001 |                 |                  |                  |    |            |                  |          |  |  |       |       |       |
|  |                  |                 |                  |                  |    |            |                  |          |  |  |       |       |       |
|  | Irlandia         | Irlandia        | 24               |                  |    |            |                  |          |  |  |       |       |       |
|  | Irlandia         | Irlandia        | 24               | 28 stycznia 2001 |    |            |                  |          |  |  |       |       |       |
|  | Chińskie Tajpej  | Chińskie Tajpej | 19               |                  |    |            |                  |          |  |  |       |       |       |
|  | Chińskie Tajpej  | Chińskie Tajpej | 19               |                  |    | Irlandia   | Irlandia         | 12       |  |  |       |       |       |
|  | 28 stycznia 2001 |                 |                  |                  |    | Irlandia   | Irlandia         | 12       |  |  |       |       |       |
|  |                  |                 | Portugalia       | Portugalia       | 33 |            |                  |          |  |  |       |       |       |
|  | Portugalia       | Portugalia      | Portugalia       | Portugalia       | 33 | 19         |                  |          |  |  |       |       |       |
|  | Portugalia       | Portugalia      |                  |                  |    | 19         | 28 stycznia 2001 |          |  |  |       |       |       |
|  | Zimbabwe         | Zimbabwe        | 14               |                  |    |            |                  |          |  |  |       |       |       |
|  | Zimbabwe         | Zimbabwe        | 14               |                  |    | Portugalia | Portugalia       | 19       |  |  |       |       |       |
|  | 28 stycznia 2001 |                 |                  |                  |    | Portugalia | Portugalia       | 19       |  |  |       |       |       |
|  |                  |                 | Chile            | Chile            | 21 |            |                  |          |  |  |       |       |       |
|  | Francja          | Francja         | Chile            | Chile            | 21 | 7          |                  |          |  |  |       |       |       |
|  | Francja          | Francja         | 28 stycznia 2001 |                  |    | 7          |                  |          |  |  |       |       |       |
|  | Kenia            | Kenia           | 12               |                  |    |            |                  |          |  |  |       |       |       |
|  | Kenia            | Kenia           | 12               |                  |    | Kenia      | Kenia            | 12       |  |  |       |       |       |
|  | 28 stycznia 2001 |                 |                  |                  |    | Kenia      | Kenia            | 12       |  |  |       |       |       |
|  |                  |                 | Chile            | Chile            | 35 |            |                  |          |  |  |       |       |       |
|  | Chile            | Chile           | Chile            | Chile            | 35 | 19         |                  |          |  |  |       |       |       |
|  | Chile            | Chile           |                  |                  |    |            |                  |          |  |  |       |       |       |
|  | Hongkong         | Hongkong        | 14               |                  |    |            |                  |          |  |  |       |       |       |
|  | Hongkong         | Hongkong        | 14               |                  |    |            |                  |          |  |  |       |       |       |

| 28 stycznia 200116:00 | Irlandia | 24:19 | Chińskie Tajpej | Estadio José María Minella, Mar del Plata |
| 28 stycznia 200116:00 |          | 24:19 |                 | Estadio José María Minella, Mar del Plata |

| 28 stycznia 200116:20 | Portugalia | 19:14 | Zimbabwe | Estadio José María Minella, Mar del Plata |
| 28 stycznia 200116:20 |            | 19:14 |          | Estadio José María Minella, Mar del Plata |

| 28 stycznia 200116:40 | Francja | 7:12 | Kenia | Estadio José María Minella, Mar del Plata |
| 28 stycznia 200116:40 |         | 7:12 |       | Estadio José María Minella, Mar del Plata |

| 28 stycznia 200117:00 | Chile | 19:14 | Hongkong | Estadio José María Minella, Mar del Plata |
| 28 stycznia 200117:00 |       | 19:14 |          | Estadio José María Minella, Mar del Plata |

| 28 stycznia 200120:00 | Irlandia | 12:33 | Portugalia | Estadio José María Minella, Mar del Plata |
| 28 stycznia 200120:00 |          | 12:33 |            | Estadio José María Minella, Mar del Plata |

| 28 stycznia 200120:20 | Kenia | 12:35 | Chile | Estadio José María Minella, Mar del Plata |
| 28 stycznia 200120:20 |       | 12:35 |       | Estadio José María Minella, Mar del Plata |

| 28 stycznia 200122:25 | Portugalia | 19:21 | Chile | Estadio José María Minella, Mar del Plata |
| 28 stycznia 200122:25 |            | 19:21 |       | Estadio José María Minella, Mar del Plata |

### Plate
|  |                   |                   |                  |                  |    |           |                  |          |  |  |       |       |       |
|  | Ćwierćfinał       | Ćwierćfinał       | Ćwierćfinał      |                  |    | Półfinał  | Półfinał         | Półfinał |  |  | Finał | Finał | Finał |
|  | Ćwierćfinał       | Ćwierćfinał       | Ćwierćfinał      |                  |    | Półfinał  | Półfinał         | Półfinał |  |  | Finał | Finał | Finał |
|  | 28 stycznia 2001  |                   |                  |                  |    |           |                  |          |  |  |       |       |       |
|  |                   |                   |                  |                  |    |           |                  |          |  |  |       |       |       |
|  | Korea Południowa  | Korea Południowa  | 19               |                  |    |           |                  |          |  |  |       |       |       |
|  | Korea Południowa  | Korea Południowa  | 19               | 28 stycznia 2001 |    |           |                  |          |  |  |       |       |       |
|  | Gruzja            | Gruzja            | 24               |                  |    |           |                  |          |  |  |       |       |       |
|  | Gruzja            | Gruzja            | 24               |                  |    | Walia     | Walia            | 10       |  |  |       |       |       |
|  | 28 stycznia 2001  |                   |                  |                  |    | Walia     | Walia            | 10       |  |  |       |       |       |
|  |                   |                   | Gruzja           | Gruzja           | 17 |           |                  |          |  |  |       |       |       |
|  | Walia             | Walia             | Gruzja           | Gruzja           | 17 | 21        |                  |          |  |  |       |       |       |
|  | Walia             | Walia             |                  |                  |    | 21        | 28 stycznia 2001 |          |  |  |       |       |       |
|  | Japonia           | Japonia           | 7                |                  |    |           |                  |          |  |  |       |       |       |
|  | Japonia           | Japonia           | 7                |                  |    | Rosja     | Rosja            | 24       |  |  |       |       |       |
|  | 28 stycznia 2001  |                   |                  |                  |    | Rosja     | Rosja            | 24       |  |  |       |       |       |
|  |                   |                   | Gruzja           | Gruzja           | 12 |           |                  |          |  |  |       |       |       |
|  | Wyspy Cooka       | Wyspy Cooka       | Gruzja           | Gruzja           | 12 | 10        |                  |          |  |  |       |       |       |
|  | Wyspy Cooka       | Wyspy Cooka       | 28 stycznia 2001 |                  |    | 10        |                  |          |  |  |       |       |       |
|  | Rosja             | Rosja             | 26               |                  |    |           |                  |          |  |  |       |       |       |
|  | Rosja             | Rosja             | 26               |                  |    | Hiszpania | Hiszpania        | 7        |  |  |       |       |       |
|  | 28 stycznia 2001  |                   |                  |                  |    | Hiszpania | Hiszpania        | 7        |  |  |       |       |       |
|  |                   |                   | Rosja            | Rosja            | 26 |           |                  |          |  |  |       |       |       |
|  | Hiszpania         | Hiszpania         | Rosja            | Rosja            | 26 | 26        |                  |          |  |  |       |       |       |
|  | Hiszpania         | Hiszpania         |                  |                  |    |           |                  |          |  |  |       |       |       |
|  | Stany Zjednoczone | Stany Zjednoczone | 5                |                  |    |           |                  |          |  |  |       |       |       |
|  | Stany Zjednoczone | Stany Zjednoczone | 5                |                  |    |           |                  |          |  |  |       |       |       |

| 28 stycznia 200117:20 | Korea Południowa | 19:24 | Gruzja | Estadio José María Minella, Mar del Plata |
| 28 stycznia 200117:20 |                  | 19:24 |        | Estadio José María Minella, Mar del Plata |

| 28 stycznia 200117:40 | Walia | 21:7 | Japonia | Estadio José María Minella, Mar del Plata |
| 28 stycznia 200117:40 |       | 21:7 |         | Estadio José María Minella, Mar del Plata |

| 28 stycznia 200118:00 | Wyspy Cooka | 10:26 | Rosja | Estadio José María Minella, Mar del Plata |
| 28 stycznia 200118:00 |             | 10:26 |       | Estadio José María Minella, Mar del Plata |

| 28 stycznia 200118:20 | Hiszpania | 26:5 | Stany Zjednoczone | Estadio José María Minella, Mar del Plata |
| 28 stycznia 200118:20 |           | 26:5 |                   | Estadio José María Minella, Mar del Plata |

| 28 stycznia 200120:40 | Walia | 10:17 | Gruzja | Estadio José María Minella, Mar del Plata |
| 28 stycznia 200120:40 |       | 10:17 |        | Estadio José María Minella, Mar del Plata |

| 28 stycznia 200121:00 | Hiszpania | 7:26 | Rosja | Estadio José María Minella, Mar del Plata |
| 28 stycznia 200121:00 |           | 7:26 |       | Estadio José María Minella, Mar del Plata |

| 28 stycznia 200122:50 | Rosja | 24:12 | Gruzja | Estadio José María Minella, Mar del Plata |
| 28 stycznia 200122:50 |       | 24:12 |        | Estadio José María Minella, Mar del Plata |

### Cup
|  |                   |                   |                  |                  |    |           |                  |          |  |  |       |       |       |
|  | Ćwierćfinał       | Ćwierćfinał       | Ćwierćfinał      |                  |    | Półfinał  | Półfinał         | Półfinał |  |  | Finał | Finał | Finał |
|  | Ćwierćfinał       | Ćwierćfinał       | Ćwierćfinał      |                  |    | Półfinał  | Półfinał         | Półfinał |  |  | Finał | Finał | Finał |
|  | 28 stycznia 2001  |                   |                  |                  |    |           |                  |          |  |  |       |       |       |
|  |                   |                   |                  |                  |    |           |                  |          |  |  |       |       |       |
|  | Fidżi             | Fidżi             | 21               |                  |    |           |                  |          |  |  |       |       |       |
|  | Fidżi             | Fidżi             | 21               | 28 stycznia 2001 |    |           |                  |          |  |  |       |       |       |
|  | Kanada            | Kanada            | 5                |                  |    |           |                  |          |  |  |       |       |       |
|  | Kanada            | Kanada            | 5                |                  |    | Fidżi     | Fidżi            | 14       |  |  |       |       |       |
|  | 28 stycznia 2001  |                   |                  |                  |    | Fidżi     | Fidżi            | 14       |  |  |       |       |       |
|  |                   |                   | Australia        | Australia        | 22 |           |                  |          |  |  |       |       |       |
|  | Australia         | Australia         | Australia        | Australia        | 22 | 33        |                  |          |  |  |       |       |       |
|  | Australia         | Australia         |                  |                  |    | 33        | 28 stycznia 2001 |          |  |  |       |       |       |
|  | Anglia            | Anglia            | 5                |                  |    |           |                  |          |  |  |       |       |       |
|  | Anglia            | Anglia            | 5                |                  |    | Australia | Australia        | 12       |  |  |       |       |       |
|  | 28 stycznia 2001  |                   |                  |                  |    | Australia | Australia        | 12       |  |  |       |       |       |
|  |                   |                   | Nowa Zelandia    | Nowa Zelandia    | 31 |           |                  |          |  |  |       |       |       |
|  | Południowa Afryka | Południowa Afryka | Nowa Zelandia    | Nowa Zelandia    | 31 | 12        |                  |          |  |  |       |       |       |
|  | Południowa Afryka | Południowa Afryka | 28 stycznia 2001 |                  |    | 12        |                  |          |  |  |       |       |       |
|  | Argentyna         | Argentyna         | 14               |                  |    |           |                  |          |  |  |       |       |       |
|  | Argentyna         | Argentyna         | 14               |                  |    | Argentyna | Argentyna        | 7        |  |  |       |       |       |
|  | 28 stycznia 2001  |                   |                  |                  |    | Argentyna | Argentyna        | 7        |  |  |       |       |       |
|  |                   |                   | Nowa Zelandia    | Nowa Zelandia    | 31 |           |                  |          |  |  |       |       |       |
|  | Nowa Zelandia     | Nowa Zelandia     | Nowa Zelandia    | Nowa Zelandia    | 31 | 45        |                  |          |  |  |       |       |       |
|  | Nowa Zelandia     | Nowa Zelandia     |                  |                  |    |           |                  |          |  |  |       |       |       |
|  | Samoa             | Samoa             | 7                |                  |    |           |                  |          |  |  |       |       |       |
|  | Samoa             | Samoa             | 7                |                  |    |           |                  |          |  |  |       |       |       |

| 28 stycznia 200118:40 | Fidżi | 21:5 | Kanada | Estadio José María Minella, Mar del Plata |
| 28 stycznia 200118:40 |       | 21:5 |        | Estadio José María Minella, Mar del Plata |

| 28 stycznia 200119:00 | Australia | 33:5 | Anglia | Estadio José María Minella, Mar del Plata |
| 28 stycznia 200119:00 |           | 33:5 |        | Estadio José María Minella, Mar del Plata |

| 28 stycznia 200119:20 | Południowa Afryka | 12:14 | Argentyna | Estadio José María Minella, Mar del Plata |
| 28 stycznia 200119:20 |                   | 12:14 |           | Estadio José María Minella, Mar del Plata |

| 28 stycznia 200119:40 | Nowa Zelandia | 45:7 | Samoa | Estadio José María Minella, Mar del Plata |
| 28 stycznia 200119:40 |               | 45:7 |       | Estadio José María Minella, Mar del Plata |

| 28 stycznia 200121:20 | Fidżi | 14:22 | Australia | Estadio José María Minella, Mar del Plata |
| 28 stycznia 200121:20 |       | 14:22 |           | Estadio José María Minella, Mar del Plata |

| 28 stycznia 200121:40 | Argentyna | 7:31 | Nowa Zelandia | Estadio José María Minella, Mar del Plata |
| 28 stycznia 200121:40 |           | 7:31 |               | Estadio José María Minella, Mar del Plata |

| 28 stycznia 200123:15 | Australia | 12:31 | Nowa Zelandia | Estadio José María Minella, Mar del Plata Widzów: 35 000 Sędzia: Pablo Deluca |
| 28 stycznia 200123:15 |           | 12:31 |               | Estadio José María Minella, Mar del Plata Widzów: 35 000 Sędzia: Pablo Deluca |

## Klasyfikacja końcowa
| Miejsce | Reprezentacja     | Składy/Opis |
| ------- | ----------------- | ----------- |
| 1       | Nowa Zelandia     |             |
| 2       | Australia         |             |
| 3       | Argentyna         |             |
| 3       | Fidżi             |             |
| 5       | Anglia            |             |
| 5       | Kanada            |             |
| 5       | Południowa Afryka |             |
| 5       | Samoa             |             |
| 9       | Rosja             |             |
| 10      | Gruzja            |             |
| 11      | Hiszpania         |             |
| 11      | Walia             |             |
| 13      | Japonia           |             |
| 13      | Korea Południowa  |             |
| 13      | Stany Zjednoczone |             |
| 13      | Wyspy Cooka       |             |
| 17      | Chile             |             |
| 18      | Portugalia        |             |
| 19      | Irlandia          |             |
| 19      | Kenia             |             |
| 21      | Chińskie Tajpej   |             |
| 21      | Francja           |             |
| 21      | Hongkong          |             |
| 21      | Zimbabwe          |             |